# Clayton (Contea di Winnebago, Wisconsin)
Clayton è un comune degli Stati Uniti, situato in Wisconsin, nella Contea di Winnebago.